# Georgiske ortodokse og apostoliske kirke
Den Georgiske Ortodokse Kirke er en selvstændig del af Den ortodokse kirke. Kirken tæller omkring 5 mio. medlemmer (82 % af Georgiens befolkning) og spiller en vigtig rolle, når det gælder kultur og traditioner i Georgien.
Kirken regnes for at være et af de ældste kristne samfund i dag. Kristendommen siges at have kommet til området i 300-tallet takket være en kvinde ved navn St. Nino. Kirken stod i begyndelsen under patriarkatet i Antiokia. Den blev selvstændig i slutningen af 400-tallet. Biskoppen af Mtskheta blev kirkens øverste myndighed og blev tildelt titlen Catholicos af Kartli. Fra 1010 har han båret titlen patriark. Rusland okkuperede Georgien i 1801. I 1811 blev kirken underlagt synoden i Den russisk-ortodokse kirke. Til trods for forsøg fra russernes side på at undertrykke kirken i årene som fulgte, synes den at være ganske godt behandlet under Josef Stalins styre. Han havde selv en gang gået på præsteseminar i Georgien. Kirken blev igen anerkendt af den russiske kirke som selvstændig i 1943.